# Levonorgestrel
Il levonorgestrel è l'isomero levogiro del norgestrel, un agonista progestinico di seconda generazione derivante dal nandrolone. Il levonorgestrel è usato a scopo contraccettivo, come principio attivo della pillola del giorno dopo o nella terapia ormonale sostitutiva post-menopausale. A tutto il 2013, in Italia, sono in commercio diverse pillole anticoncezionali combinate contenenti levonorgestrel differenti tra loro per il rapporto quantitativo con l'estrogeno (etinilestradiolo). Tra queste:
- Egogyn ®, Bayer : levonorgestrel 0,150 mg, etiniestradiolo 0,030 mg
- Lestronette ®, TEVA Italia : levonorgestrel 0,10 mg, etinilestradiolo 0,020 mg
- Loette ®, Pfizer Italia : levonorgestrel 0,10 mg, etinilestradiolo 0,020 mg
- Microgynon ®, Bayer : levonorgestrel 0,125 mg, etinilestradiolo 0,050 mg
- Miranova ®, Bayer : levonorgestrel 0,10 mg, etinilestradiolo 0,020 mg
- Naomi ®, Sandoz : levonorgestrel 0,10 mg, etinilestradiolo 0,020 mg

Il levonorgestrel è inoltre usato nei sistemi a rilascio intrauterini a scopo contraccettivo, nella menorragia o nella prevenzione dell'iperplasia endometriale in corso di terapia ormonale sostitutiva con estrogeni.

## Farmacocinetica
In virtù della natura lipidica del levonorgestrel, la dispensazione orale garantisce una biodisponibilità del 100%, con picco plasmatico che compare entro poche ore dall'ingestione.
È noto per poter dare inibizione di alcuni enzimi CyP450. Il meccanismo è per ossidazione del triplo legame della molecola a derivato ossirenico, forte elettrofilo, che reagisce facilmente con residui amminoacidici dell’enzima, o con i gruppi pirrolici del gruppo EME, provocandone l’inibizione irreversibile.

## Farmacodinamica
L'affinità recettoriale testata in vitro per i recettori per gli ormoni steroidei è la seguente:
- 323% a livello del recettore per il progesterone
- 58% a livello del recettore per il testosterone
- 17% a livello del recettore per l'aldosterone
- 7.5% a livello del recettore per il cortisolo
- <0.02% a livello del recettore per l'estradiolo

## Impiego clinico

### Contraccettivi orali
A basse dosi, il levonorgestrel è usato in pillole per la dispensazione orale monofasica (da 100-250 µg) e trifasica (50 µg/75 µg/125 µg). In altri casi, una dose di 30 µg di levonorgestrel è usato in alcune formulazioni di pillole per la sola terapia progestinica.

### Contraccezione di emergenza
Il levonorgestrel è usato per la contraccezione di emergenza sia in associazione con estrogeni sia in singola formulazione. Nel caso di singola formulazione, il levonorgestrel è usato in singola dose di 1,5 mg o in due dosi di 750 µg ogni 12 ore.

## Avvertenze
La vendita del contraccettivo d'emergenza contenente levonorgestrel, comunemente chiamato “pillola del giorno dopo”, non è subordinato alla presentazione della ricetta medica per maggiorenni, al di sotto dei 18 anni è necessaria una ricetta non ripetibile, da rinnovare volta per volta.
Secondo gli studi più recenti non ha effetti sull'impianto e non è quindi in alcun modo abortivo.

### Rischio cardiovascolare e tumorale
La somministrazione prolungata di levonorgestrel determina un aumento del potenziale di ipercoagulazione; i contraccettivi orali estroprogestinici aumentano il rischio di eventi tromboembolici (occlusione dei vasi sanguigni determinata da trombi o emboli). Il rischio di eventi tromboembolici associato all'impiego del contraccettivo orale è circa doppio o triplo rispetto al non uso del contraccettivo, ma comunque più basso (810 eventi ogni 10.000 anni-donna) rispetto a quello comportato da una gravidanza o dal periodo post-partum.
Tra i diversi contraccettivi estroprogestinici, quelli contenenti desogestrel, in alcuni studi osservazionali, sono risultati associati a tassi di tromboembolismo venoso leggermente superiori rispetto a quelli contenenti levonorgestrel; secondo uno studio prospettico di ampie dimensioni, invece, il rischio di eventi tromboembolici risulterebbe sovrapponibile per i vari progestinici considerati (tra cui levonorgestrel, drospirenone, desogestrel e gestodene).
Il rischio di fenomeni tromboembolici aumenta con l'età, nelle donne fumatrici, obese (BMI > 30 kg/m²), con familiari che hanno già sofferto di tromboembolismo, che presentano alterazioni del metabolismo lipidico (dislipoproteinemia) o patologie cardiovascolari (ipertensione, difetti delle valvole cardiache, fibrillazione atriale), con stati trombofilici accertati (ipercoagulabilità), affette da lupus eritematoso sistemico, mentre non è chiaro se le vene varicose aumentino l'incidenza di fenomeni tromboembolici.
Altre fattori di rischio per eventi avversi di tipo circolatorio sono rappresentati da: diabete mellito, sindrome uremico-emolitica (patologia caratterizzata da anemia, trombocitopenia e insufficienza renale acuta), malattia di Crohn e colite ulcerosa (malattie infiammatorie croniche dell'intestino), anemia falciforme.
La resistenza alla Proteina C-reattiva (proteina che favorisce la dissoluzione dei coaguli), l'iperomocisteinemia (elevati livelli plasmatici di omocisteina, aminoacido dannoso per l'endotelio vascolare), il deficit di antitrombina III, proteina C e S (proteine coinvolte nel processo di coagulazione del sangue), la presenza di anticorpi antifosfolipidici (aumentano la tendenza alla coagulazione) costituiscono anch'essi fattori predisponenti allo sviluppo di trombosi.
Poiché il rischio di eventi tromboembolici può risultare momentaneamente innalzato anche in caso di immobilizzazione di lunga durata per traumi o gravi interventi chirurgici, in caso di immobilizzazione prolungata è opportuno interrompere l'assunzione di estroprogestinici fino a quando la paziente non sarà nuovamente in grado di muoversi (in caso di intervento ortopedico concordato, la sospensione della pillola deve avvenire qualche settimana prima).
Se si verifica un incidente tromboembolico durante la terapia ormonale, interrompere il trattamento.
Segni e/o sintomi di trombosi in atto sono rappresentati da: dolore e/o gonfiore unilaterale agli arti inferiori, forte dolore improvviso al petto che si propaga o meno al braccio sinistro, difficoltà respiratoria improvvisa, tosse improvvisa, cefalea inusuale, grave o prolungata, improvvisa perdita completa o parziale della vista, visione doppia, difficoltà nel parlare, vertigine, collasso con o senza crisi epilettiche, debolezza o notevole insensibilità improvvisa di una parte o lato del corpo, disturbi motori, addome acuto (condizione clinica caratterizzata da intenso dolore e tensione addominale, nausea, vomito, alterata peristalsi, pallore, tachicardia).
I contraccettivi orali aumentano inoltre di tre volte il rischio relativo di ictus ischemico nelle donne giovani che ne fanno uso; tuttavia, essendo il rischio assoluto di ictus in tale categoria di pazienti, in assenza di altri fattori di rischio, molto basso, l'aumento del rischio indotto dai contraccettivi non risulta significativo. Non è noto il rischio di ictus associato ai diversi progestinici.
L'uso di contraccettivi orali estroprogestinici può indurre un lieve aumento della pressione sanguigna, in media di 5 mmHg della pressione sistolica e di 3 mmHg della pressione diastolica; raramente tale aumento è clinicamente significativo e solo nell'1% delle donne si instaura ipertensione grave. In caso di ipertensione sintomatica è necessario interrompere l'assunzione del farmaco e trattare l'ipertensione. Nella maggior parte delle pazienti, la sospensione del trattamento contraccettivo orale determina la normalizzazione dei valori pressori; in alcuni casi questo può richiedere un lungo periodo di tempo (anche più di un anno). Se la pressione non si abbassa anche dopo un congruo periodo di tempo dalla fine del trattamento, è probabile che l'ipertensione non fosse determinata dagli ormoni sessuali.
I contraccettivi orali a base di solo progestinico sembrano non influire sulla pressione arteriosa.
L'uso cronico di contraccettivi orali può determinare un leggero aumento del rischio di tumore al seno, alla cervice uterina e al fegato
La terapia ormonale sostitutiva è stata associata a un aumentato rischio di cancro alle ovaie.